# 马门多夫
马门多夫（德語：Mammendorf，發音：[ˈmaməndɔʁf] ⓘ）是德国巴伐利亚州上巴伐利亚行政区菲斯滕费尔德布鲁克县的市镇，面积21.22平方千米，2023年12月31日人口为5,047人。